# 백조의 호수 (드라마)
《백조의 호수》는 2003년 6월 30일부터 2003년 11월 7일까지 방영된 문화방송 일일연속극이다.

## 기획 의도
<백조의 호수>는 가족과 연인들의 이야기를 통해 결혼 생활의 여러 가지 단면과 이면을 그리는 드라마로 서로 다른 상황에서 묘한 경쟁 상황에 놓인 자매, 첫사랑의 남자를 다시 만난 여자, 결혼에 실패한 파파보이 등 다양한 사람들의 이야기로 진행된다. 가족을 책임져야 하는 여자에게 있어서 결혼에는 반드시 조건이 필요한 것인지, 결혼과 사랑의 관계에서 밀고 당기는 가족간의 이해와 용서의 이야기를 밝고 경쾌한 터치로 현실감 있게 그려 나가는 가족 드라마이다.

## 등장인물

### 고은정네 가족
- 정혜영 : 고은정 역

24세. 미모 화장품 상품기획실 직원. 강인하고 책임감있는 모성애적인 여자. 아버지 사업의 실패로 집안이 갑자기 몰락하는 와중에 남자친구인 유수호와 약혼을 하지만, 집안을 다시 세우려던 어머니마저 실패하자 식구들의 뒷바라지를 다 떠맡게 되어 유수호와의 결혼마저 불투명해지게 된다. 그 이후로도 집안에 겹겹이 닥쳐오는 난제들로 인해 사랑하지만 어떤 도움도 못되는 유수호를 포기하고 자신과 가족에게 헌신적인 신세기의 청혼을 받아들이게 된다.
- 김지영 : 고은아 역

26세. 고은정의 언니. 원래 집안이 잘 나갈 적에 파리로 그림 유학을 준비 중이었으나 집안의 풍비박산으로 꿈을 포기해야 하는 위기에 처한다.장녀이지만 집안을 세우기 보다는 자신의 앞길에 더 관심이 많아서 돈 벌 생각은 않고 동생 고은정에게 손벌리며 은근히 희생 강요한다. 능력있는 제부덕에 유학 가볼까 현실적인 손익을 따져 고은정과 신세기를 맺어주도록 역할을 한다. 최황재와 결혼, 허영애의 전폭적 지원 받아 일약 출판계와 방송계의 신데렐라가 되지만 깐깐한 시아버지 살이에 고부갈등 아닌 시부갈등 겪는다.
- 정준 : 고은규 역

23세. 고은정의 남동생. 약간 철이 없지만 정이 많다. 고은정을 잘 따르고 유수호와 형제처럼 가깝다. 최황재의 2층 집에 세들어 살게 되면서 최황재네 남자들과 코믹하게 맞붙는 인물. 초등 동창인 신세희를 마음에 두고 있지만 유수호와의 관계 알고 조용히 단념한다.
- 김창숙 : 김갑숙 역

49세. 고은정의 어머니. 남편의 몰락 때문에 딸 고은정의 약혼을 서두른다. 남편을 대신해 집안을 세우려 백방으로 뛰어다니고 유수호가 고시에 떨어지자 고은정을 유수호와 떼어 놓으려 애쓴다. 억지로 돈을 끌여들인 사업에 실패하자 고은정에게 집안의 가장 역할을 넘기고 부잣집 아들 세기를 사위 삼기 위해 고은정을 설득하게 된다. 최황재 어머니인 허영애와 대학 동창.
- 현석 : 고철 역

55세. 고은정의 아버지. 회사에서의 몰락으로 인해 삶의 초점 잃고 가장 역할을 고은정에게 떠넘긴다.
- 염재욱

### 유수호네 가족
- 이주현 : 유수호 역

28세. 사법고시 2차 준비생. 조용하고 과묵한 성격. 연인 고은정의 헌신적인(정신적, 물질적) 도움만 받기에 늘 미안하다. 빨리 고시 패스를 하고 안정된 상태에서 고은정과 결혼하려하나 고시에 떨어지고 만다. 그래서 자존심에 상처 입고 고은정 집안의 몰락에 아무 도움이 못되는 자신이 원망스럽다. 결국 신세기의 아내가 되어버린 고은정을 이해와 분노의 시선으로 보며 돈과 명예를 쫓아 벤쳐회사에 입사, 승부사로 변신한다. 고은규 소개로 알게 된 신세희의 적극적인 구애로 결혼을 결심하나 고은정과 신세희의 관계를 알게 된 후 갈등에 빠진다.
- 정영숙 : 조풍녀 역

49세. 유수호의 어머니. 찜질방 때밀이로 억척스런 여자. 남편 사별하고 외동아들 하나만 보고 살아왔다. 아들이 부잣집에 장가가서 아들 덕에 잘 살아보기를 희망한다. 극초반에 유수호의 약혼자인 고은정네의 몰락을 알게 되자 유수호를 다른 부잣집에 장가보내려 한다. 하지만 유수호가 고시에 떨어지고 고은정도 떠나 가자 유수호의 고통을 자신의 고통으로 생각하고 이를 간다. 유수호의 성공으로 부잣집딸 신세희를 며느리로 맞으려는 찰나, 고은정 신세희가 올케, 시누이간이라는걸 알게되고 기가 막히는데... 최황재 어머니 허영애와 여고 동창.

### 신세기, 신세희네 가족
- 김찬우 : 신세기 역

31세. 미모 화장품 상품기획실 실장, 사주의 아들. 일과 집밖에 모르는 모범생. 주위 사람들의 신임을 돈독히 받고있음. 미모와 실력을 두루 갖춘 고은정의 매력에 빠져 적극적인 구애 끝에 결혼에 성공, 행복한 날들을 보내는데 예비 매제인 유수호와 고은정이 연인사이였다는 것을 알고 충격에 빠진다.
- 김성은 : 신세희 역

23세. 광고회사 AD. 신세기의 여동생. 부모 반대로 못이룬 첫사랑 남자와 너무 닮은 유수호를 만나자 단번에 사랑의 노예가 된다. 유수호에게서 올케언니 고은정과 연인관계였다는 고백을 듣고 충격에 빠진다. 하지만 모든 걸 운명으로 받아들이고 유수호와 결혼을 감행하려는데...
- 김세윤 : 신성기 역

52세. 미모 화장품 사주. 신세기의 아버지. 홀어머니와는 연인 같은 모자사이. 가훈을 효심으로 삼을 만큼 어머니 명순금 여사라면 죽는 시늉도 마다 않는다.
- 이경진 : 오혜야 역

50세. 남편과 시모의 유별난 관계로 온갖 스트레스에 시달림. 며느리로 고은정이 너무 모자란다 싶어 반대하다 허락하나 쉽게 정을 안 주는데...남편에 불만이 많아 은근히 시위하는 모양이 남편이 좋아하는 것엔 꼭 반기를 들어 영화를 얘기하면 연극 보자고 하고, 트롯트 틀면 클래식을 키고 가요를 들으면 째즈를 틀며 은근히 딴지를 건다. 아는거 많은 명순금 여사에 대해 열등감이 많다.
- 여운계 : 명순금 역

74세. 영천 땅부자 외동딸로 자라 돈걱정 모르고 유학까지 다녀온 학벌에 책을 손에 놓지 않아 아는게 많다. 아는게 많으니 선의로 며느리를 유치원생 가르치듯 한다. 급한 성격에 가끔 며느리를 야! 라고 부르며 인격모독성 발언 서슴지 않음. 싹싹한 손주 며느리(고은정)를 자신 치마폭에 감싸면서 오혜야 속 뒤집어 놓는다.

### 최황재네 가족
- 서경석 : 최황재 역

28세. 아버지 최번창의 수산시장 냉동창고를 이어받을 남자. 부모의 떠받듬 속에 자라 힘든걸 견뎌내지 못하고 아버지를 의지한다. 단순하나 순수해 보이는 고은아를 보고 반해서 구애하다 마침내 결혼에 성공한다. 고은아의 사회적 진출(화가,작가,방송진행자)을 적극 도우며 내조, 고은아를 화려한 신데렐라로 만들어준다. 하지만 고은아가 시아버지 시집살이에 아버지 편을 드는 파파보이.
- 김영란 : 허영애 역

49세. 최황재의 어머니. 예술가 고은아를 며느리 삼으려 친구 김갑숙네 문지방이 닿도록 드나들다 결국 유학보내 주겠다며 갖은 사탕발림 끝에 며느리로 맞는다. 고은아가 방송진행일까지 맡게되면서 과거 방송 연예인이 되고 싶었던 자기 꿈을 고은아가 이루자 매니져를 자청, 죽이 딱딱 맞는 고부관계된다. 오혜야와는 20년간 생선 단골이라 속내 털어 놓을 정도로 친하다.
- 김용건 : 최번창 역

54세. 최황재의 아버지. 수산업하는 알부자. 일찍 자수성가한 사람답게 고집과 독선 지나쳐 안하무인처럼 보이나 본성은 반듯하고 사리 분명하다. 아들 최황재를 끔찍이 위한다. 며느리 고은아가 밖으로만 나대고 살림살이 엉망이라 다잡기위해 잔소리 해대며 고은아와 사사건건 충돌, 시아버지 시집살이를 혹독히 시킨다.

## 참고 사항
- 담당 PD 오현창은 해당 드라마를 통해 두 번째로 연속극 연출을 맡았다.
- 작가 김진숙과 담당 PD 오현창은 주말극 <사랑과 성공> 이후 오랜만에 재회했다.
- 김성은이 분한 신세희 역은 당초 한고은, 손태영이 낙점됐으나[1] 한고은은 KBS 2TV <보디가드> 출연, 손태영은 연기력 부족 등으로 밀려나게 되어 김성은이 대신했는데 아이러니하게도 <백조의 호수>에서 밀려난 손태영은 <백조의 호수> 후반부 때 경쟁한 KBS 1TV 일일극 <백만송이 장미>에서 열연하여 그 한을 씻어냈다.
- 배우들 섭외 문제로 어려움을 겪어오자 전작 <인어 아가씨>에 나온 정영숙이 또다시 출연하였으며, 후속작 <귀여운 여인>도 주요 배우 섭외 문제 때문에 골치를 썩였고 그 탓인지 이 작품에서는 해당 드라마에 출연한 김영란이 또 다시 출연하였다.
- 오현창 PD의 대표작이기도 한 <베스트극장-달수 시리즈> 주인공 달수 역 강남길을 서경석의 삼촌으로 중도투입할 예정이었으나[2] 없었던 일이 됐다.
- 방영 초반에는 KBS 1TV <노란 손수건>에 밀려 12~14%대의 시청률에 그쳤으며 이 작품 종영 후 17%대의 시청률로 상승했으나 20%대의 높은 시청률을 기록해 온 KBS 1TV <백만송이 장미> 때문에 2인자 신세를 면치 못했다.
- 기획 의도와 달리 헤어진 연인이 각각 한 남매와 사랑에 빠져들면서 서로 결혼을 다투는 갈등을 그려 비난을 받았다.
- 92회로 조기종영됐는데 당시 담당 CP였던 이재갑은 "초반 시청률 부진도 문제였지만 촬영일정이 밀리고 대본이 지연되는 등 드라마 완성도가 떨어졌다"고 밝혔다.